# Камера хранения (литературный проект)
Камера хранения — литературный проект группы русских поэтов, в разных формах существующий с 1983 г.
1) Литературная группа «Камера хранения» сформировалась в Ленинграде в 1983—1984 гг., её ядро составили Олег Юрьев, Ольга Мартынова, Дмитрий Закс и Валерий Шубинский — представители младшего поколения (всем четырём авторам было чуть более 20 лет) ленинградской неподцензурной поэзии, ориентированные на так называемый «второй» или «новый модерн», что многими первоначально воспринималось как развитие акмеистической традиции в её мандельштамовском варианте:

Неоакмеизм. Но не в ахматовском изводе. Как это ни парадоксально, в «Камере хранения» Ахматовой очень мало — куда больше чувствуется влияние Николая Гумилёва, особенно — «последнего», «тёмного» Гумилёва периода «Памяти» и «Звёздного ужаса». Чуть поодаль, но ощутимо присутствуют Кузмин (поздний) и Заболоцкий (ранний). И конечно же, в первую очередь — Мандельштам!

В 1985 г. группа получила название по коллективному самиздатскому сборнику четырёх её основных участников. На протяжении 1980-х гг. участники «Камеры хранения» эпизодически выступали с совместными чтениями на различных полуофициальных литературных площадках Ленинграда. Общая деятельность «Камеры хранения» как группы сошла на нет после эмиграции трёх её участников (кроме Шубинского) в Германию в 1990 г.
2) Литературный альманах «Камера хранения» издавался авторами группы в 1991—1997 гг.; в качестве места издания указывались одновременно Санкт-Петербург и Франкфурт-на-Майне (где жил Дмитрий Закс). Вышли пять выпусков, пронумерованные со 2-го по 6-й (первым выпуском считался конволют (объединение нескольких книг под общим переплётом), состоящий из четырёх авторских сборников, который был издан в 1989 г. в Москве). Среди авторов, чьи стихи и проза публиковались в альманахе, Сергей Вольф, Леонид Аронзон, Елена Шварц, Асар Эппель, Светлана Кекова, Наталья Горбаневская и мн. др. В выпуске пятом альманаха (1996) можно обнаружить одну из редких публикаций текстов легендарного режиссёра, теоретика театра и художника Б. Ю. Понизовского — «…о постмодернистских навыках…». Под издательской маркой «Камеры хранения» в 1990-е гг. были выпущены книги стихов Леонида Аронзона, Сергея Вольфа, Олега Григорьева, Дмитрия Закса, Ольги Мартыновой (две книги), а также книги прозы Владимира Губина «Илларион и Карлик» и Олега Юрьева «Прогулки при полой луне».
3) Литературный сайт «Новая камера хранения» Архивная копия от 19 января 2006 на Wayback Machine, посвящённый исключительно современной русской поэзии, — регулярно пополняемая электронная библиотека, содержащая главным образом произведения авторов, сотрудничавших с альманахом «Камера хранения», но расширяющаяся и за счет привлечения новых, в том числе молодых поэтов, близких основному кругу авторов сайта по поэтике. По словам куратора сайта Олега Юрьева, «сайт задумывался как своего рода „виртуальный жёсткий диск“ — открытый архив в сочетании с возможностью пред- и постпубликации новых стихов и статей о стихах». Постоянными авторами сайта являются в настоящее время Михаил Айзенберг, Ольга Баженова, Владимир Беляев, Александр Беляков, Игорь Булатовский, Игорь Вишневецкий, Наталья Горбаневская, Алла Горбунова, Дмитрий Григорьев, Михаил Еремин, Дмитрий Закс, Ольга Мартынова, Алексей Порвин, Алексей Пурин, Евгений Ракович, Арье Ротман, Дмитрий Строцев, Сергей Стратановский, Татьяна Чернышева, Валерий Шубинский и Олег Юрьев. Ценным дополнением к библиотеке является подборка литературно-критических материалов об авторах сайта.
Существенной частью проекта являются разделы, посвящённые покойным поэтам: Леониду Аронзону, Льву Васильеву, Сергею Вольфу, Леониду Иоффе, Александру Миронову и Елене Шварц, а также «Ленинградская хрестоматия» (маленькая антология великих ленинградских стихов от переименования до переименования) и «Несправедливо забытые стихи справедливо забытых поэтов».
При сайте существуют два сетевых минииздания со смешанным кругом авторов — «Альманах НКХ» для стихов и «Некоторое количество разговоров» для статей и эссе о поэзии.
По материалам сайта были выпущены два Временника «Новой Камеры хранения» (СПб, 2004 и М., 2007).
С 2010 года «Новой Камерой хранения» присуждается (голосованием постоянных и непостоянных авторов НКХ) премия «БАБОЧКА АРОНЗОНА» за стихотворение года. «БАБОЧКОЙ АРОНЗОНА — 2010» отмечено стихотворение Ольги Мартыновой «Смерть поэта».
На сайте «Новой Камеры хранения» с конца 2011 года для постоянных авторов открыта возможность ведения литературных блогов Архивная копия от 29 февраля 2012 на Wayback Machine. В настоящее время ведутся блоги Игоря Булатовского Архивная копия от 20 марта 2013 на Wayback Machine, Ольги Мартыновой Архивная копия от 17 февраля 2012 на Wayback Machine, Алексея Порвина Архивная копия от 20 марта 2013 на Wayback Machine, Валерия Шубинского Архивная копия от 20 марта 2013 на Wayback Machine и Олега Юрьева Архивная копия от 8 мая 2012 на Wayback Machine.

## Библиографическое приложение
ПЕРЕЧЕНЬ ИЗДАНИЙ АССОЦИАЦИИ «КАМЕРА ХРАНЕНИЯ»
Камера хранения. Четыре книги стихов. М., 1989, 208 стр.

Состав:

Олег Юрьев. Стихи о небесном наборе

Ольга Мартынова. Поступь январских садов

Дмитрий Закс. Прекрасных деревьев союз

Валерий Шубинский. Балтийский сон

Литературные альманахи:
Камера хранения. Выпуск второй. СПб., 1991, 256 стр., тираж 2500 экз., цена 6 руб.

Камера хранения. Выпуск третий. СПб., 1993, 222 стр., тираж не указан, цена не указана

Камера хранения. Выпуск четвертый. СПб., 1994, 208 стр., тираж не указан, цена не указана

Камера хранения. Выпуск пятый. СПб., 1996, 144 стр., тираж не указан, цена не указана

Камера хранения. Выпуск шестой. СПб., 1997, 140 стр., тираж не указан, цена не указана
Авторские книги:
Олег Юрьев. Прогулки при полой луне. СПб., 1993, 144 стр. ПРОЗА

Олег Григорьев. Двустишия, четверостишия и многостишия. СПб., 1993, 124 стр. «XXX ЛЕТ»

Ольга Мартынова. Сумасшедший кузнечик. СПб., 1993, 86 стр. СТИХИ

Сергей Вольф. Маленькие боги. СПб., 1993, 96 стр. СТИХИ

Дмитрий Закс. Aria d’acquario и другие стихотворения. СПб., 1994, 104 стр. СТИХИ

Леонид Аронзон. Избранное. СПб., 1994, 102 стр. «XXX ЛЕТ»

Владимир Губин. Илларион и Карлик. Повесть о том, что… СПб., 1997, 128 стр. ПРОЗА

Ольга Мартынова. Четыре времени ночи. СПб., 1998, 54 стр. СТИХИ

Временники стихотворного отдела «Камеры хранения»
Новая Камера хранения. Временник стихотворного отдела «Камеры хранения» за 2002—2004 гг. СПб., 2004, 128 стр.

Новая Камера хранения. Временник стихотворного отдела «Камеры хранения» за 2004—2006 гг. М., 2006, 144 стр.

СОДЕРЖАНИЕ АЛЬМАНАХОВ «КАМЕРА ХРАНЕНИЯ», ВЫПУСКИ СО ВТОРОГО ПО ШЕСТОЙ (разноска по разделам)

СТИХИ
Сергей Вольф: стихи — II, с. 95, стихи — III, с. 8, стихи — IV, с. 68, стихи — V, с. 11, «Из цикла „Мотивы Терву“», стихи — VI, с. 33
Наталья Горбаневская: «Новые стихи» — II, с. 7, «Восьмистишия» — III, с. 25, «Из новых стихов» — IV, с. 60
Лев Дановский: стихи — VI, с. 18
Дмитрий Закс: стихи — II, с. 52,стихи — III, с. 68, стихи — V, с. 36
Гали-Дана Зингер: стихи — IV, с. 77
Светлана Кекова: стихи — VI, с. 41
Дмитрий Кочуров: стихи — II с. 135
Ольга Мартынова: стихи — II, с. 201, стихи — III, с. 19, «Сумасшедший кузнечик», стихи — IV, с. 120, стихи — V, с. 22, стихи — VI, с. 9
Евгений Мякишев: стихи — III, с. 131, стихи — IV, с. 130
Александр Образцов: стихи — III, с. 129
Олег Рогов: стихи — V, с. 32, стихи — VI, с. 22
Алексей Цветков: «Два стихотворения и перевод» — III, с. 74
Елена Шварц: стихи — II, с. 137, «Рождественские кровотолки», поэма — Ш, с. 137, «Гостиница Мондэхел», стихотворение — IV, с. 155
Валерий Шубинский: стихи — II, с. 60, стихи — III, с. 59, стихи — IV, с. 63, стихи — V, с. 30, стихи — VI, с. 38
Олег Юрьев: «Записка на погоне и другие стихотворения» — II, с. 147, «Стихи и хоры» — IV, с. 9, стихи — V, с. 17, стихи — VI, с. 27
ДРАМАТУРГИЯ
Михаил Угаров: «Русскій Инвалидъ» за 18 июля…" — IV, с. 84
ПРОЗА
Нина Волкова: «Маша и медведь» — IV, с. 20
Сергей Вольф: три рассказа — VI, с. 58
Леонид Гиршович: «Рождество», рассказ — II, с. 165
Владимир Губин: «Бездорожие до сентября» — III с. 28, из цикла «Клубок аномальных метафор» — IV, с. 133, «Илларион», глава из романа «Илларион и Карлик» — V, с. 43
Игорь Померанцев: рассказы — II, с. 69
Нина Садур: два рассказа — VI, с. 47
Асар Эппель: «Сладкий воздух», рассказ — V, с. 106
Олег Юрьев: «Прогулки при полой луне», рассказы — III, с. 79, «Игра в скорлупку», рассказ — V, с. 70
Сергей Юрьенен: рассказы — II, c. 38
ПЕРЕВОДЫ
Том Ганн, стихи (пер. с англ. О.Мартыновой, О. Юрьева, Д.Закса, С. Степанова) — II, с. 218
Макс Жакоб, стихи (пер. с фр. Аллы Смирновой — II, с. 226, стихи (пер. с фр. Аллы Смирновой) — V, с. 91
ПОЭЗИЯ НЕМЕЦКОГО ЭКСПРЕССИОНИЗМА (Георг Тракль, Георг Гейм, Макс Герман-Нейссе, Вильгельм Клемм, Альфред Лихтенштейн, пер. с нем И. Болычева, А. Прокопьева, Б. Скуратова) — III, с. 145
ИЗ АМЕРИКАНСКИХ ПОЭТОВ (Уоллес Стивенс, Роберт Фрост, Харт Крейн, Роберт Пенн Уоррен, Т. С. Элиот, Эзра Паунд, пер. с англ. Алексея Цветкова) — IV, с. 160
Эльке Эрб, стихи (перевод с немецкого О. Юрьева и О. Мартыновой при участии Сергея Гладких) — VI, с. 69
ХХХ ЛЕТ
Леонид Аронзон: «Из опубликованных стихов» — V, с. 112
Олег Григорьев: стихи — III с. 157, «Из неопубликованных стихов» — V с. 109
Венедикт Ерофеев: «Из записных книжек», публикация С. Гладких) — VI, с. 77
С. В. Петров: «Поток Персеид» стихи, публикация Н. Гучинской) — IV, с. 177
БОРИС ПОНИЗОВСКИЙ
Борис Понизовский: «…О постмодернистских навыках…», эссе, публикация Г. Викулиной — V, с. 101
ЛЕНИНГРАДСКАЯ ХРЕСТОМАТИЯ
А. Ривин: «Вот придет война большая», стихотворение — VI, с. 95
ОЧЕРКИ ЗАТОНУВШЕГО МИРА
Вячеслав Белков: «Финикийский хулахуп» — V, с. 129, «И пр.» — VI, с. 112
Георгий Владимов: «Долог путь до Типперэри» — VI, с. 101
Дмитрий Закс: «Еще раз к вопросу о фантиках» — IV, с. 196, «первое второе и третье» — VI, с. 121
Борис Хазанов: «Язык» — III, с. 178
Алексей Цветков: «Сумма прописью, или ненужное зачеркнуть» — V, с. 117
Асар Эппель: «Худо тут» — III, с. 187
Сергей Юрьенен: «Милая мама» — IV, с. 190
ЭССЕ
Борис Хазанов: «Мост над эпохой провала» — II, с. 235